# نيغاتيف كريب
«نيغاتيف كريب» (بالإنجليزية: Negative Creep)‏ هي أغنية لفرقة الروك الأمريكية نيرفانا من ألبوم الفرقة الأول بليتش. قام بكتابتها كيرت كوبين عن نفسه، وكيف أنه يعتبر نفسه دائماً كشخص سلبي.